# Dynamic Host Configuration Protocol
DHCP (acrònim en anglès de Dynamic Host Configuration Protocol) és un protocol de xarxa que permet als nodes d'una xarxa IP obtenir els seus paràmetres de configuració automàticament. Es tracta d'un protocol de tipus client/servidor en què generalment un servidor posseeix una llista d'adreces IP dinàmiques i les va assignant als clients a mesura que aquestes van estant lliures, sabent en tot moment qui ha estat en possessió d'aquella IP, quant temps l'ha tinguda o a qui se li ha assignat després.

## Característiques
Proveeix els paràmetres de configuració a les computadores connectades a la xarxa informàtica amb la pila de protocols TCP/IP (Màscara de xarxa, porta d'enllaç i d'altres) i també inclouen mecanisme d'assignació d'adreces IP.
Aquest protocol es va publicar l'octubre de 1993 i està documentat actualment en la RFC 2131. Els últims publicats com a RFC 3415.

## Assignació d'adreces IP
Sense DHCP, cada adreça IP ha de configurar-se manualment a cada ordinador i, si l'ordinador es mou a un altre lloc en una altra part de la xarxa, s'ha de configurar una altra adreça IP diferent. El DHCP li permet a l'administrador supervisar i distribuir de forma centralitzada les adreces IP necessàries i, automàticament, assignar i enviar una nova IP si l'ordinador és connectat en un lloc diferent de la xarxa.
El protocol DHCP inclou tres mètodes d'assignació d'adreces IP:
- Assignació manual o estàtica: Assigna una adreça IP a una màquina determinada. Se sol utilitzar quan es vol controlar l'assignació d'adreça IP a cada client, i evitar, també, que es connectin clients no identificats.

- Assignació automàtica: Assigna una adreça IP de forma permanent a una màquina client la primera vegada que fa la sol·licitud al servidor DHCP i fins que el client l'allibera. Se sol utilitzar quan el nombre de clients no varia massa.

- Assignació dinàmica: L'únic mètode que permet la reutilització dinàmica de les adreces IP. L'administrador de la xarxa determina un rang d'adreces IP i cada computadora connectada a la xarxa està configurada per sol·licitar la seva adreça IP al servidor quan la targeta d'interfície de xarxa s'inicialitza. El procediment usa un concepte molt simple en un interval de temps controlable. Això facilita la instal·lació de noves màquines clients a la xarxa.

Algunes implementacions de DHCP poden actualitzar el DNS associat amb els servidors per reflectir les noves adreces IP mitjançant el protocol d'actualització de DNS establert en
El DHCP és una alternativa a altres protocols de gestió d'adreces IP de xarxa, com el BOOTP (Bootstrap Protocol). DHCP és un protocol més avançat, però ambdós són els usats normalment.
A Windows 98 o posterior, quan el DHCP és incapaç d'assignar una adreça IP, s'utilitza un procés anomenat "Automatic Private Internet Protocol Addressing.